# Roš ha-šana
Roš ha-šana (hebrejsky רֹאשׁ הַשָּׁנָה‎, doslova „hlava roku“) je židovský Nový rok, který se slaví 1. a 2. dne měsíce tišri, tj. podle gregoriánského kalendáře zhruba období září až října. Tento den Mišna uvádí jako den, od něhož se počítají roky židovského kalendáře. Podle židovské tradice byl v tento den stvořen svět. Jedná se o první z Vysokých svátků (hebrejsky יָמִים נוֹרָאִים‎, Jamim nora'im, tj. „Dny bázně“, „Dny úcty“, „Hrozné dny“) a prvním dnem tzv. „Deseti dnů pokání“ (hebrejsky עֲשֶׂרֶת יְמֵי תְּשׁוּבָה‎, aseret jemej tšuva), jež jsou nejdůležitějšími dny v židovském roce.
Tóra zmiňuje svátek Roš ha-šana pod názvy:
- Zichron tru'a (זִכְרוֹן תְּרוּעָה‎) – upamatování troubením:[6] Tento název odráží zvyk troubení na šofar.
- Jom tru'a (יוֹם תְּרוּעָה‎) – Den troubení[7]

Dalším označením svátku je Jom ha-zikaron (יוֹם הַזִכָּרוֹן‎, Den vzpomínání; nezaměňovat se vzpomínkovým dnem na padlé vojáky, označovaným stejně). Toto označení vychází z toho, že by se měl člověk zamyslet nad svými skutky. Rabínská literatura a liturgie sama, popisuje Roš ha-šana jako Jom ha-din (יוֹם הַדִּין‎, Den soudu). Podle Talmudu jsou v tento den otevřeny tři knihy a celý svět je souzen. Osoby zcela spravedlivé jsou zapsány do Knihy života (Sefer ha-chajim); velcí hříšníci jsou zapsáni do Knihy smrti a všichni ostatní do tzv. Knihy prostředních (bejnonim), kde mají až do svátku Jom kipur možnost napravit se a zvrátit osud.

## Tradice a zvyky

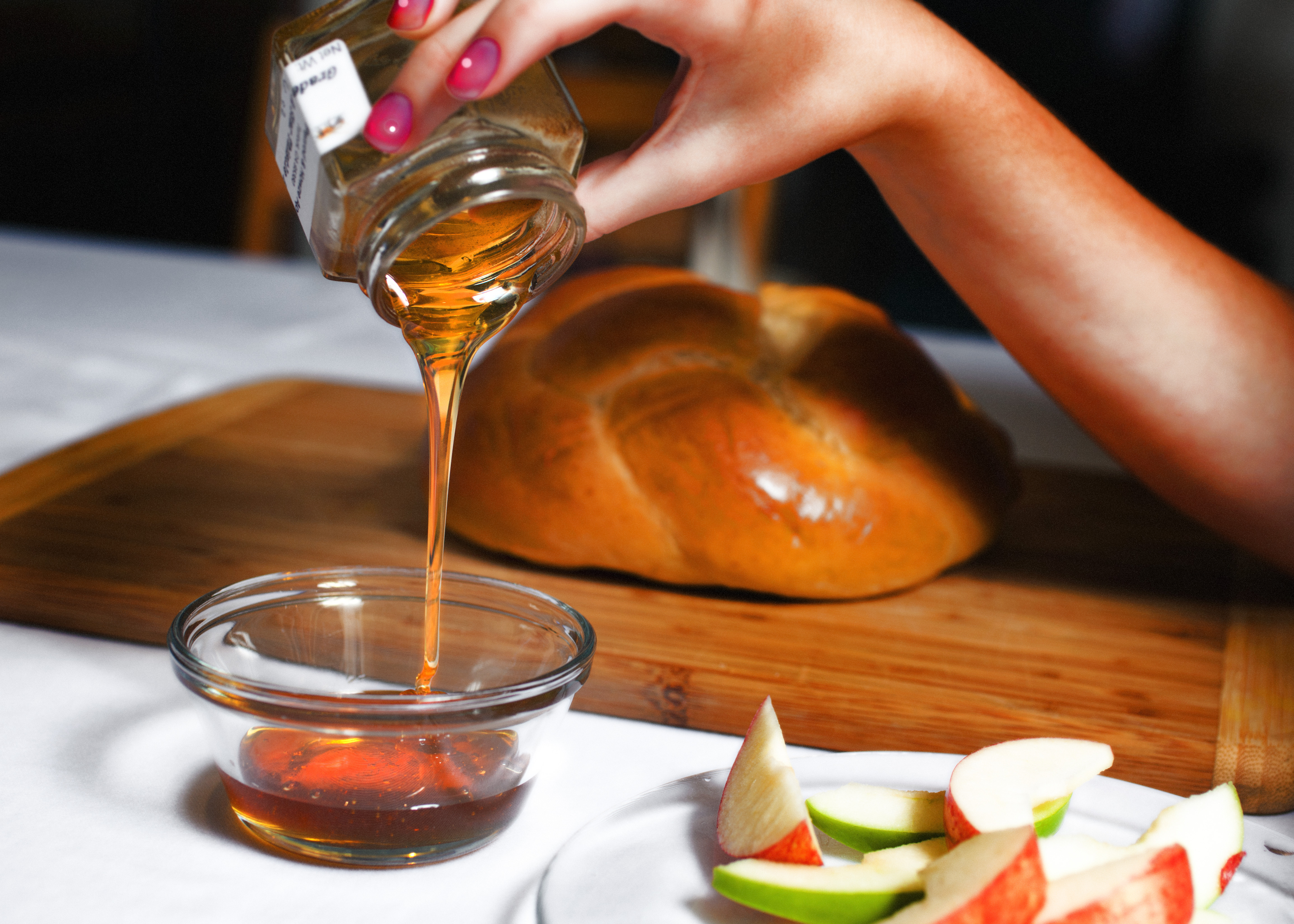
Med a jablka a speciálně jablka máčená v medu jsou jedním ze symbolů Roš ha-šana - svátku židovského Nového roku..

Pro tento svátek platí stejná náboženská ustanovení jako pro ostatní svátky, tj. zákaz prací, které jsou zakázány i o šabatu, s výjimkou tzv. ochel nefeš, tedy činností souvisejících se základními potřebami člověka (je možné např. uvařit jídlo pro potřeby svátku, tj. musí být snědeno během svátku, nebo kouřit cigaretu zapálenou od ohně, který by zapálen ještě před svátkem aj.). Značná část obou dnů se stráví v modlitbách a sebezpytováním.
Tradičním novoročním pozdravem je Šana tova (hebrejsky: Dobrý rok) nebo Šana tova u-metuka (Dobrý a sladký rok).
Významnost a závažnost dne je vyzdvižena bílou barvou, která v judaismu symbolizuje nevinnost a čistotu. Bílou barvou je vyzdobena synagoga (parochet je z bílého hedvábí, damašku či sametu, obdobně jako pokrývka stolu na bimě) a chodí v ní oblečeni lidé (bílá kipa, bílý oděv).

### Troubení na šofar

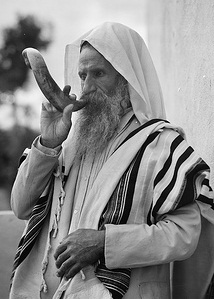
Troubení na šofar

Neodmyslitelným rysem svátku je troubení na beraní roh, zvaný šofar. Zvuk rohu má připomínat smlouvu uzavřenou mezi Hospodinem a Izraelem na hoře Sinaj a měl by rovněž všechny probudit z „mravní malátnosti“. V tradičních komunitách se na šofar troubí každé ráno již měsíc před začátkem měsíce tišri, tj. v měsíci elul. Zvuk šófaru má probouzeným sdělit, že se blíží „Den soudu“. Pokud připadne některý ze dnů svátku na šabat, tak se na šofar netroubí.

### Tradiční pokrmy

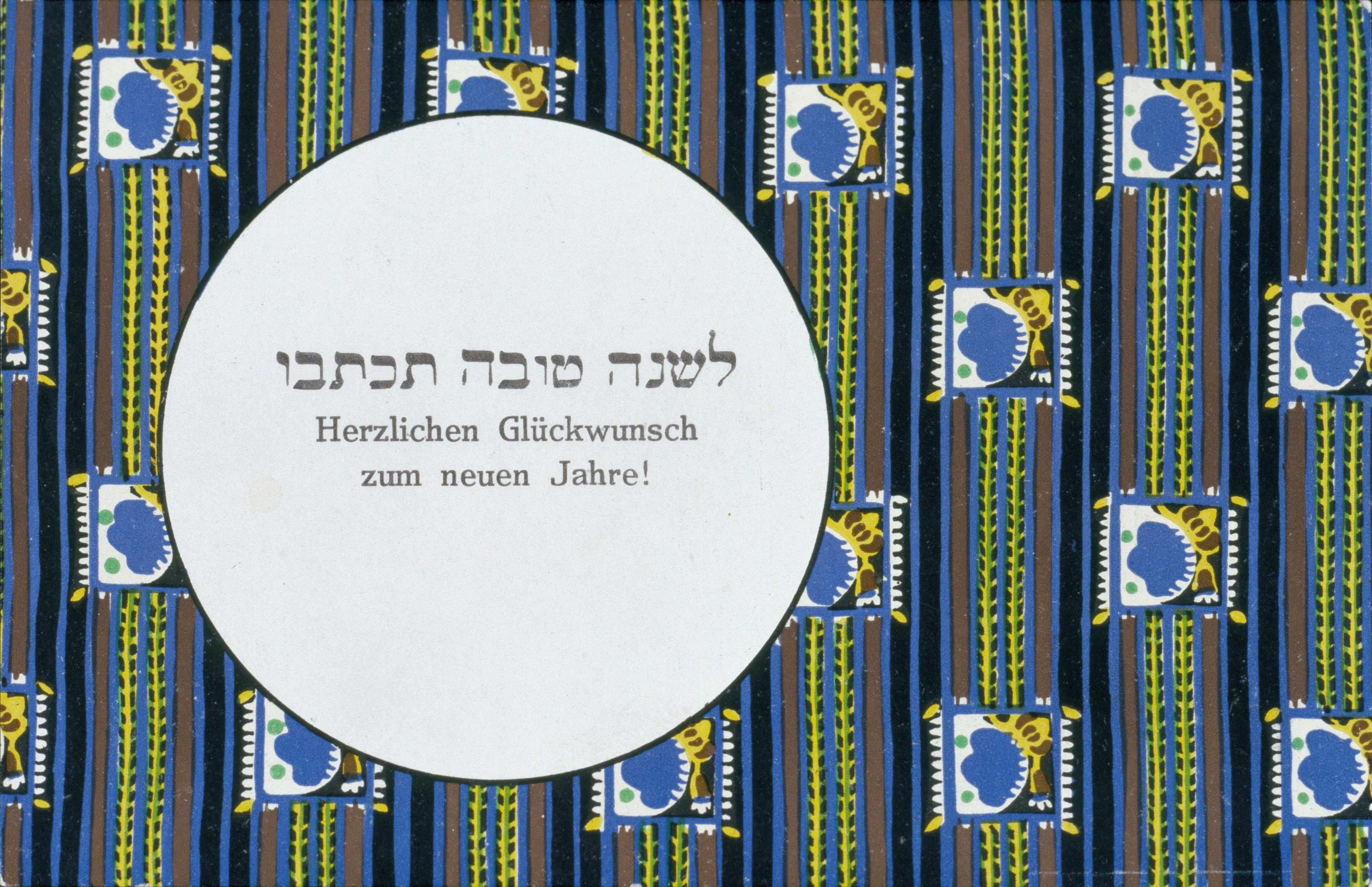
Blahopřání, Rakousko, 1910

Aškenázskou tradicí je podávat jablko s medem, což má symbolizovat naději že příští rok bude „sladký jako med“. Zvláštností je pak namáčení jablek či chaly do medu. Podle místních zvyků jsou podávána různá symbolická jídla jako například pečená beraní hlava (může být i pouze vařený jazyk či smažený mozeček), jež symbolizuje vztyčenou hlavu a vůdcovství, nebo mrkev, jenž symbolizuje plodnost či zlaté mince usnadňující život v průběhu roku. Jiný možný symbol plodnosti, ryba, se na stůl servíruje rovněž s hlavou. Chala, která se jindy připravuje jako pletená, je o tomto svátku kulatá, což symbolizuje opakování se roku. Do těsta chaly se mohou k zvýraznění této symboliky přimíchat kulaté rozinky, které navíc zvýrazní sladkost. Mezi jiné svátečním sladkosti patří medový koláč, teiglach (noky vařené v medu) a jablečný závin. Také je zvykem sníst granátové jablko, protože to má údajně 613 semínek a stejný počet přikázání obsahuje Tóra.
V druhý den svátku by součástí večerní hostiny mělo být ovoce, které dotyčný ten rok ještě nejedl; důvodem je odvrácení pochybnosti, zda je třeba pro druhý den říct požehnání šehechejanu. Rovněž má takto vyniknout jedinečnost svátku. Během svátku by se neměly jíst ořechy (hebrejsky: אֱגוֹז‎, egoz, 1+3+6+7=17), jelikož číselná hodnota tohoto slova je podobná číselné hodnotě slova hřích (hebrejsky: חֵטְא‎, chet, 8+9+1=18). Aby člověka v novém roce nepotkalo nic zlého, je zvykem vyhýbat se hořkým a kyselým jídlům a pochutinám. Rovněž je zvykem tmavé potraviny nahradit světlými – například místo černé kávy se uvaří zelený nebo mátový čaj, místo lilku se připraví dýně, místo černých oliv se použijí olivy zelené, místo modrých makových semen se k posypání těsta před pečením použijí maková semena bílá či světlá sezamová semínka, místo makové náplně se udělá náplň tvarohová apod.

### Tašlich
V první den svátku se po odpolední bohoslužbě (mincha) koná obřad tašlich (hebrejsky: תשליך, doslova „odhodíš“). Při něm se lidé shromáždí u vody, kde žijí ryby (řeka, rybník nebo moře), do nichž po odříkání veršů proroka Micheáše 7:18-20, symbolicky v podobě drobků chleba odhodí své hříchy. Zajímavostí je, že tento zvyk se datuje až do období středověku.

## Období
Roš ha-šana trvá první dva dny hebrejského měsíce tišri a to dokonce i v Izraeli, kde většina svátků trvá jen jeden den. Důvod je ten, že ve starověku vždy trvalo určitou dobu, než bylo možné potvrdit, že skutečně nastal mo'ed (přesně stanovený čas). Roš chodeš se ustanovoval v Jeruzalémě a z něj pak bylo oznamováno do diaspory, kdy začíná. Proto jsou biblické svátky v diaspoře vždy o den delší. Roš ha-šana je jediný svátek stanovený na první den měsíce, takže pochybnost o přesném datu byla i v samotném Jeruzalémě; proto bylo ustanoveno, aby trval dva dny, stejně jako v diaspoře. Tyto dva dny jsou nazývány „jedním dlouhým dnem“, aramejsky joma arichta (יומא אריכתא).
Podle některých názorů byl Roš ha-šana v Erec Jisra'el slaven pouze po jeden den až do konce 13. století. Některé komunity hlásící se k reformnímu judaismu vážně slaví pouze jeden den, zatímco ostatní slaví dny dva. Ortodoxní a konzervativní judaismus slaví oba dva dny. Karaitští židé, kteří nepřijali tradici ústního práva, ale spoléhají pouze na biblické svitky, slaví pouze první (respektive druhý) den prvního měsíce tišri.
Roš ha-šana začíná 162 dní po prvním dni svátku Pesach. V současnosti nemůže být Roš ha-šana podle gregoriánského kalendáře dříve než 5. září, tak jako se to stalo v roce 1889 a znovu v roce 2013. Naposledy k tomu dojde v r. 2089, potom bude kvůli narůstajícímu rozdílu mezi židovským a gregoriánským kalendářem nejčasnější možný termín pro Roš ha-šana 6. září. Roš ha-šana dále nemůže v současné době být později než je 5. října, jak se stalo v roce 1967 a znovu se stane v roce 2043. V roce 2214 připadne Roš ha-šana poprvé na 6. října.
Metoda výpočtu hebrejského kalendáře zavedená Hilelem II. je nastavena tak, aby první den Roš ha-šana nikdy nepřipadl na středu, pátek ani neděli.
Následující tabulka zobrazuje rozmístění svátku Roš ha-šana v gregoriánském kalendáři:[zdroj⁠?!]
| židovský rok | začátek (při západu slunce předch. dne) |
| ------------ | --------------------------------------- |
| 5785         | 3. října 2024                           |
| 5786         | 23. září 2025                           |
| 5787         | 12. září 2026                           |
| 5788         | 2. října 2027                           |
| 5789         | 21. září 2028                           |
| 5790         | 10. září 2029                           |
| 5791         | 28. září 2030                           |
| 5792         | 18. září 2031                           |
| 5793         | 6. září 2032                            |
| 5794         | 24. září 2033                           |
| 5795         | 14. září 2034                           |
| 5796         | 4. října 2035                           |
| 5797         | 22. září 2036                           |
| 5798         | 10. září 2037                           |
| 5799         | 30. září 2038                           |